# 杜鹃路
杜鹃路是中华人民共和国上海市浦东新区的一条街道，东西走向，得名于杜鹃花。杜鹃路西起浦建路，东至白杨路。

## 周边建筑物
- 上海市花木中心小学[1]
- 花木街道协税收办公室[2]

## 交会道路（西向东）
- 浦建路
- 玉兰路
- 海桐路
- 白杨路